# Cobitis stephanidisi
Cobitis stephanidisi é uma espécie de peixe actinopterígeo da família Cobitidae.
Apenas pode ser encontrada na Grécia.
O seu habitat natural são nascentes de água doce.
Esta espécie está ameaçada por perda de habitat.